# PATH Lift Bridge
PATH Lift Bridge ist eine als Hubbrücke ausgeführte Eisenbahnbrücke über den Hackensack River zwischen Kearny und Jersey City im Bundesstaat New Jersey der Vereinigten Staaten. U-Bahnen der Port Authority Trans-Hudson (PATH) fahren auf ihren zwei Gleisen nach Newark und New York City.

## Geschichte

### Ensemble mit Nachbarbrücken
Die PATH Lift Bridge ist die südlichste eines Ensembles von ehemals drei als „Triple Hack Bridges“ bezeichneten Hubbrücken über den Hackensack River, die von 1928 bis 1930 unter Beteiligung des Brückenbaumeisters John Alexander Low Waddell entstanden.:3
Sie verläuft im spitzeren Winkel und ist länger als die angrenzende Harsimus Branch Lift Bridge,:29 die einen Abschnitt der Passaic and Harsimus Line überführt, einer für CSX Transportation durch Conrail Shared Assets Operations betriebenen Güterzugstrecke. Die nördlichste Brücke des Ensembles war die Wittpenn Bridge der Staatsstraße New Jersey Route 7.:3 Die Wittpenn Bridge wurde vom New Jersey Department of Transportation 2021 durch eine neue Hubbrücke ersetzt und bis 2022 abgetragen.
Die Harsimus Branch Lift Bridge und die PATH Lift Bridge wurden von der Pennsylvania Railroad als die Pennsylvania Railroad Freight Bridge bzw. die Pennsylvania Railroad Passenger Bridge zur gleichen Zeit gebaut, um ältere Drehbrücken zu ersetzen: Nördlich die Pennsylvania Railroad Freight Bridge, südlich die von 1894 bis 1900 errichtete Pennsylvania Railroad Passenger Bridge.:28
Die PATH Lift Bridge ist zugleich die südlichste von vier Hubbrücken im „Hackensack River Vertical Lift Bridges Historic District“.:3 Dessen nördlichste Brücke, die 1928 eröffnete Lower Hack Lift Bridge, überführt die Strecke der ehemaligen Delaware, Lackawanna and Western Railroad, die im Kopfbahnhof Hoboken Terminal am Ufer des Hudson River endet, und wird mit Vorortzügen der New Jersey Transit befahren.

### Nutzung
Die vorherige Pennsylvania Railroad Passenger Bridge war eine Drehbrücke, die ab 1894 für die Pennsylvania Railroad entworfen und 1900 eingeweiht wurde. Sie führte zwei Gleise der Hauptstrecke der Pennsylvania Railroad, die im damaligen Kopfbahnhof Pennsylvania Railroad Station in Jersey City am Ufer des Hudson River gegenüber von Lower Manhattan endete. Die Gleise wurden nach Eröffnung der New York Tunnel Extension für eine veränderte Nutzung frei. Die New York Tunnel Extension stellte durch die North River Tunnels eine direkte Verbindung nach Midtown Manhattan mit dem dortigen neuen Fernbahnhof New York Pennsylvania Station her, so dass die bisherige Verbindung weniger befahren wurde. Die Hudson and Manhattan Railroad schloss im Jahr 1906 eine Vereinbarung mit der Pennsylvania Railroad, ihre Streckentunnel bis zur Trasse der Eisenbahngesellschaft zu verlängern, um so die küstennahen Feuchtgebiete in der Schwemmebene des Hackensack River nach Newark passieren zu können.
Ab 1. Oktober 1911 fuhren über die Pennsylvania Railroad Passenger Bridge elektrische Nahverkehrszüge der Hudson and Manhattan Railroad vom Hudson Terminal in Lower Manhattan zum neuen Umsteigebahnhof Manhattan Transfer. Die Hudson and Manhattan verlängerte die Strecke am 26. November 2011 südwestlich über Manhattan Transfer hinaus mit einer Viaduktstrecke, an der die neue Station Harrison eingerichtet wurde und die den Passaic River auf der Centre Street Bridge überquerte, zu ihrem neuen Endbahnhof Park Place am Rand der Innenstadt von Newark.
Die Pennsylvania Railroad und die Hudson and Manhattan nutzten die Brücke gemeinsam, bis die Pennsylvania Railroad im Jahr 1961 ihren unterdessen als Exchange Place bekannten Kopfbahnhof in Jersey City stilllegte.
Die Hudson and Manhattan Railroad wurde 1962 in die Tochtergesellschaft Port Authority Trans-Hudson des staatenübergreifenden Infrastrukturbetreibers Port Authority of New York and New Jersey überführt, die U-Bahn umbenannt und der Betrieb und Teile der Anlagen modernisiert.

## Beschreibung
Die Brücke ruht auf einem Betonunterbau und hat eine Gesamtlänge von 899,16 Metern (2950 ft).:28 Sie ist als parallelgurtige Stahl-Fachwerkbrücke als Pratt truss mit einem beweglichen, 100,9 Meter (331 ft) langen Überbau als Parker truss:28 ausgeführt. Der Hubmechanismus gewährleistet eine lichte Durchfahrtshöhe von 50,6 Metern (166 ft). Die hinteren Stützen der beiden Hubtürme ruhen auf zwei Fachwerk-Brückenfeldern.:28
Die östliche Zufahrt besteht aus einem dreifeldigen Betonviadukt, einem Trogbrückenfeld, fünf Plattenbalkenfeldern mit obenliegender Fahrbahn und einem Fachwerkträgerfeld mit obenliegender Fahrbahn.:28 Die westliche  Zufahrt besteht aus einem dreifeldigen Betonviadukt, einem Trogbrückenfeld und acht Plattenbalkenfeldern mit obenliegender Fahrbahn.:28

Ansichten im September 1997
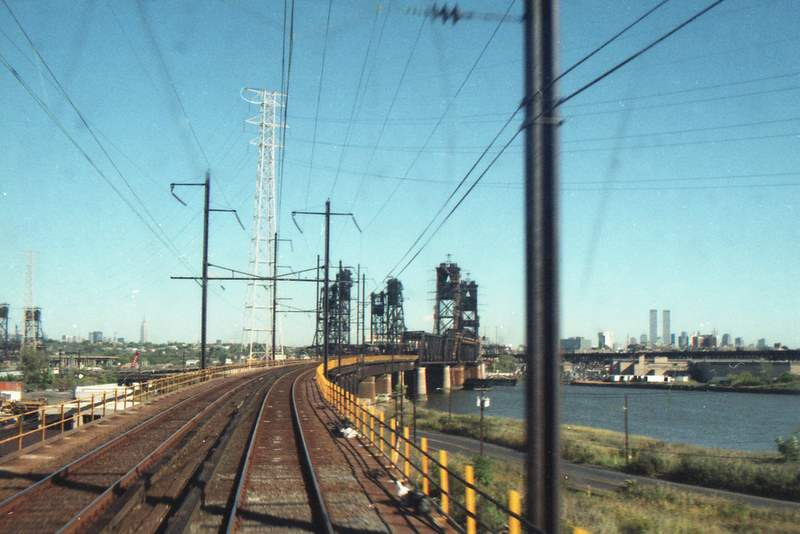
Westliche Brückenzufahrt bei Fahrt mit PATH von Newark nach New York
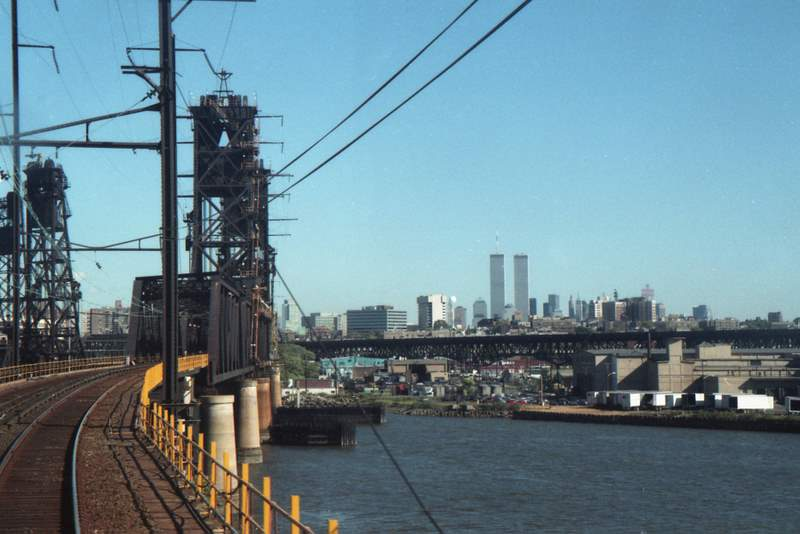
Rechts im Hintergrund das Fahrtziel World Trade Center